# Parque Benito Solari
Le parque Benito Solari (en français, parc Benito Solari) est le plus grand espace vert de la ville de Salto, ville de l'Uruguay. Il est situé au nord de la ville, à l'angle sud-ouest de la calle Blandengues et de la calle Enrique Amorim en limite du quartier Zona Este.
Il s'étend sur une surface approximative de dix-sept hectares, ce qui en fait le plus grand parc urbain de Salto, le « poumon naturel » de la ville. Il a été implanté sur d'anciennes fermes que Benito Solari avait acquises entre 1898 et 1904 à cause de son terrain accidenté, de ses grandes pentes et de ses énormes rochers, caractéristiques de la géologie de la région de Salto, afin de constituer un parc citadin aux portes de la ville de Salto. Ce vaste espace vert est inspiré du modèle paysager des parcs français de la Belle Époque alors très en vogue dans les villes de l'Amérique du Sud.
Il a été inauguré en 1924 et est déclaré monument historique en Uruguay Chaque année, pendant la période estivale, un festival de cinéma de plein air, de réputation internationale, dédié au film fantastique, est organisé dans le parc Benito Solari.

## Histoire

### Genèse et conception

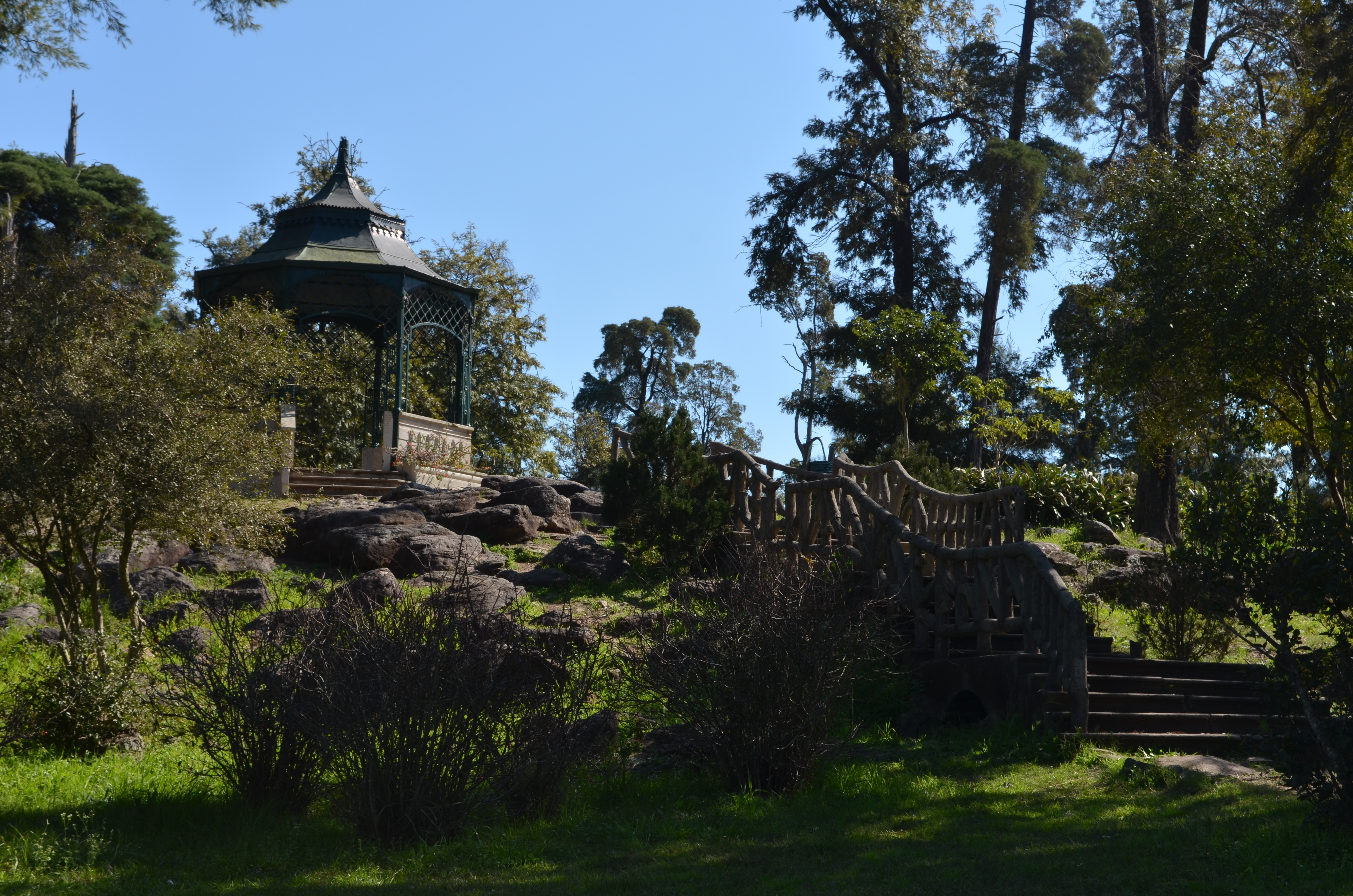
La Glorieta et le parc Solari, un parc conçu dans le style Belle Époque.

À l'époque de cette acquisition, ces terres étaient limitées par les avenues Blandengues, Paraguay et Independencia, cependant, au sud des champs bordaient cette propriété, et aucune rue n'avait encore été  tracée, ce qui explique la forme irrégulière dans ce secteur. Don Benito Solari avait le  projet de compléter une zone de forme homogène mais elle fut interrompue par sa mort brutale.  Il avait commencé les plantations de cette époque qu'il entretint toute sa vie. La conception de ce parc s'exprime dans le langage du jardin romantique propre à cette époque : le paysagisme du XIXe siècle, un design qui suit les tendances de cette époque. À l'aube du XXe siècle, ces réalisations paysagères établies sur de grands espaces se multipliaient dans les grandes villes d'Europe et d'Amérique. Napoléon III rendit possible que Paris se développe au milieu d'espaces verts qui jusqu'à aujourd'hui sont unes de ses caractéristiques les plus notables; à Salto, les attentes culturelles des habitants de la ville s'inscrivaient dans ce mouvement.

### Historique du parc
Salto, à cette époque, après les guerres civiles, fut une ville qui s'étendit et se développa surtout à partir de la seconde moitié du XIXe siècle et au siècle suivant. Ses rues avaient été pavées, des avenues tracées, des ponts construits, mais il manquait un lieu de détente et de divertissement pour sa population. Certes les places centrales de la ville jouaient ce rôle mais il y manquait la qualité spécifique aux espaces verts.
Don Benito Solari, qui exerçait des responsabilités dans la ville, avait observé, lors de ses voyages, que les villes européennes incorporaient des espaces de verdures dans leurs trames urbaines, prit conscience de cette carence dans sa ville de Salto et s'en préoccupa. Après avoir acquis cette vaste propriété dans une zone suburbaine au nord de Salto, Don Benito Solari fit construire des clôtures en pierres et en briques, celles-ci furent surmontées de grilles en fer et de fers de lances en étain donnant aujourd'hui au parc son caractère particulier. Le parc Solari est devenu aujourd'hui un parc fortement emblématique de la ville, maintenant chargé d'histoire, et un lieu très fréquenté chaque week-end par les citadins.

### Lac et pont
Don Benito Solari fit construire un barrage sur la rue Paraguay qui retient les eaux de pluie et, entre autres, constituent l'origine de la naissance de l'arroyo Sauzal. Il fit configurer, avec des rives couvertes de pierres, un très beau lac aux abords sinueux, empierrés, avec une grande île au centre. Une ingénieuse porte en fer sous le pont, retient l'eau et draine ce que la pluie apporte en excès.
Le lac a un pont qui fut, à l'origine, simplement fait en bois. Puis Don Benito Solari l'a fait remplacer dans un autre matériau, qui est l'actuel imitant des troncs de bois « faux bois », un motif propre au style Belle Époque. Avec ce modèle décoratif de « faux bois » fut construit un escalier qui mène à la « Glorieta » — mot espagnol désignant une gloriette — avec ses bancs. À son entrée existe, avec cette même imitation de faux bois, une table avec un cadran solaire entouré de bancs qui se nomme « le Jardin des amoureux ».

### LaGlorieta
La Glorieta fut construite sur un chemin établi pour marquer la fin de chemins de pins et de cyprès. Elle est recouverte de rosiers et sur son  escalier blanchissent les jasmins.

### Végétation
Ce parc fut peuplé de beaucoup d'arbres qui donnaient une ombre épaisse et fraîche. Les espèces d'arbres choisies furent des cyprès, des pins, des eucalyptus, des résineux parfumés et persistants, des grevilleas et des   magnolias de primitives et lointaines origines. De plus, s'y  ajoutent des cèdres, des espèces variées de pin, comme celui d'Alep commun à ceux des paysages italiens.

## Galerie

Images du parque Benito Solari
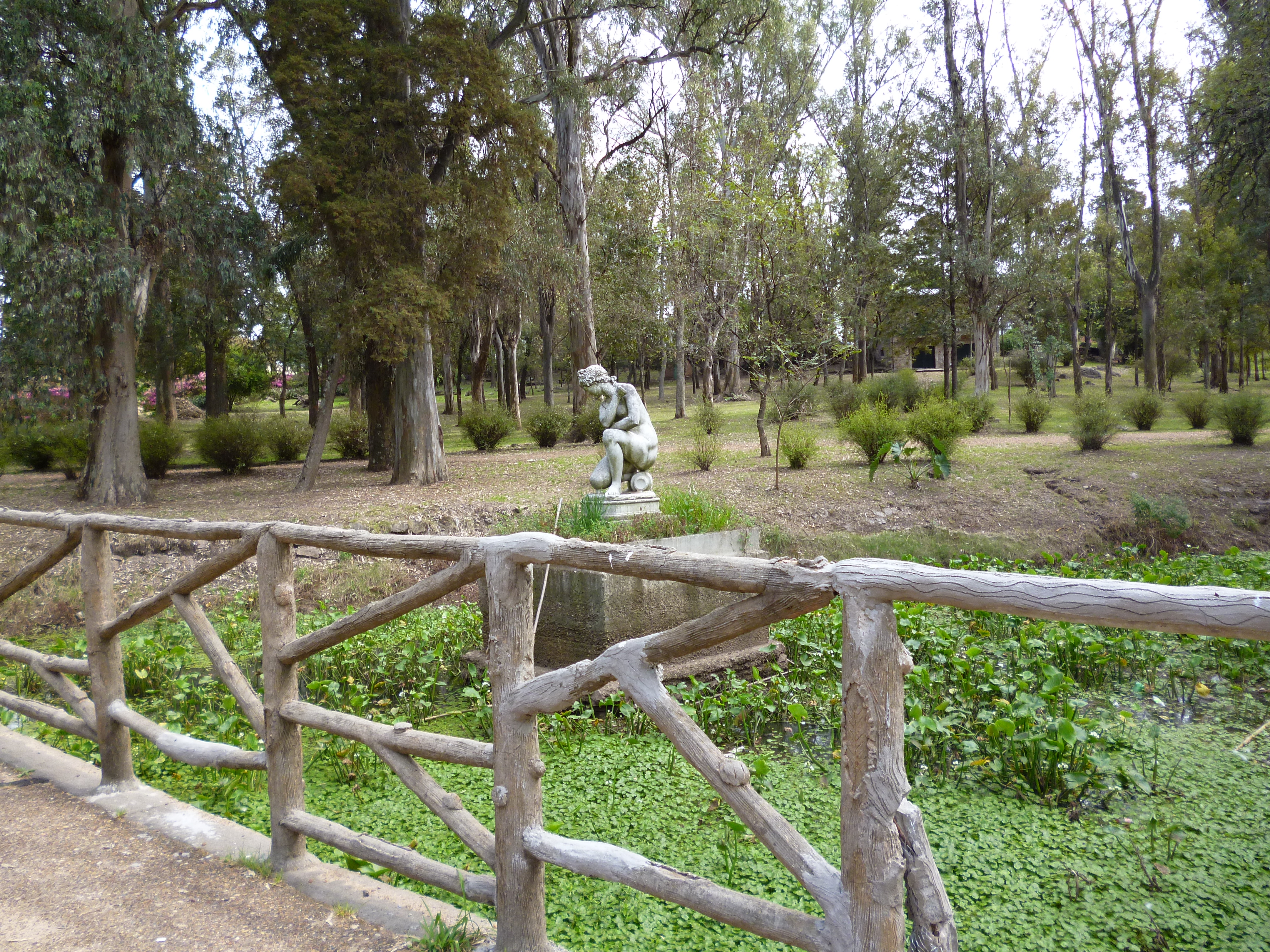
Statue Senderos et le lac.
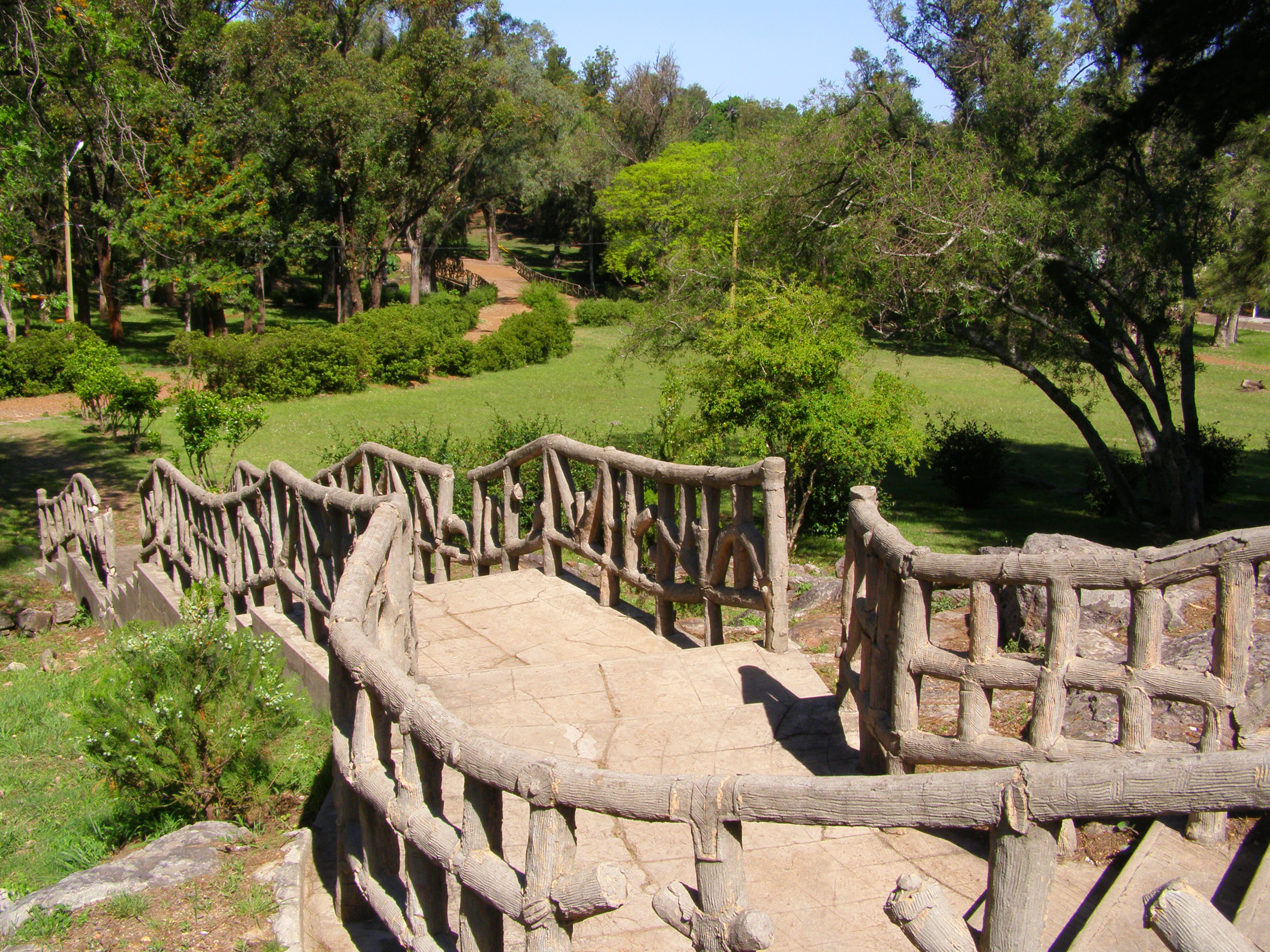
Parc Solari et son environnement.
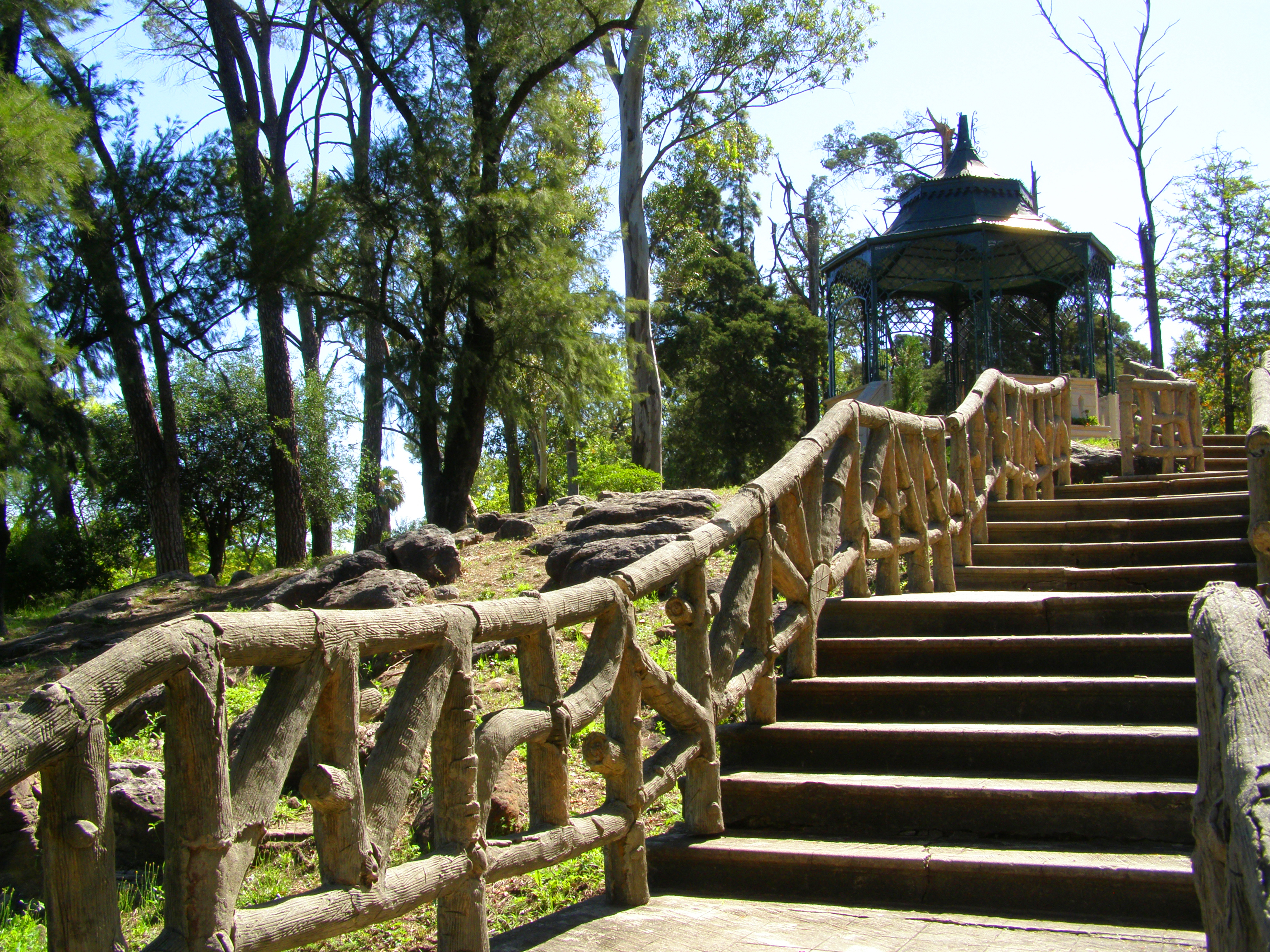
Pont en faux bois menant à la Glorieta.
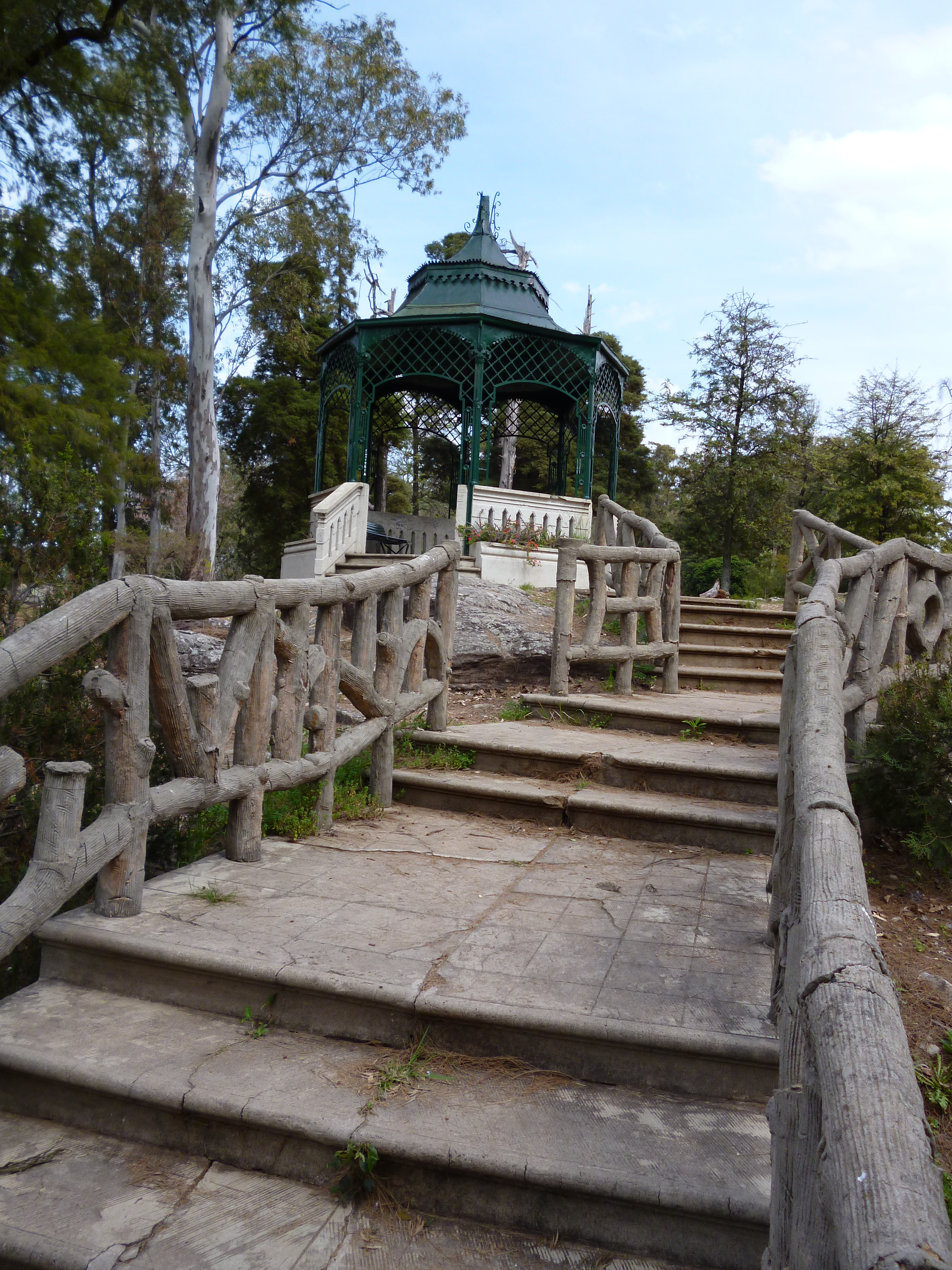
Chemin qui mène à la Glorieta.
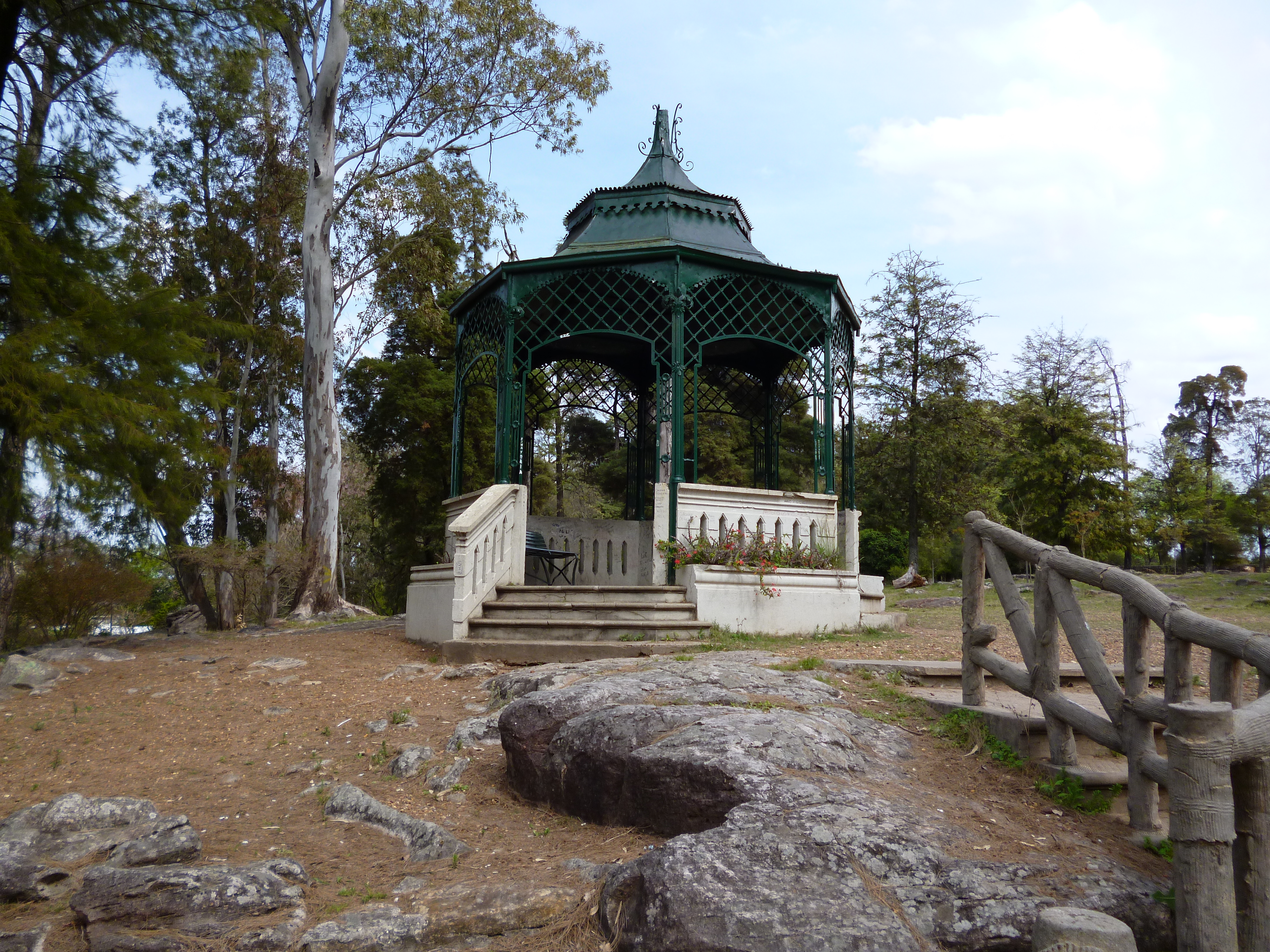
La Glorieta de style Belle Époque.
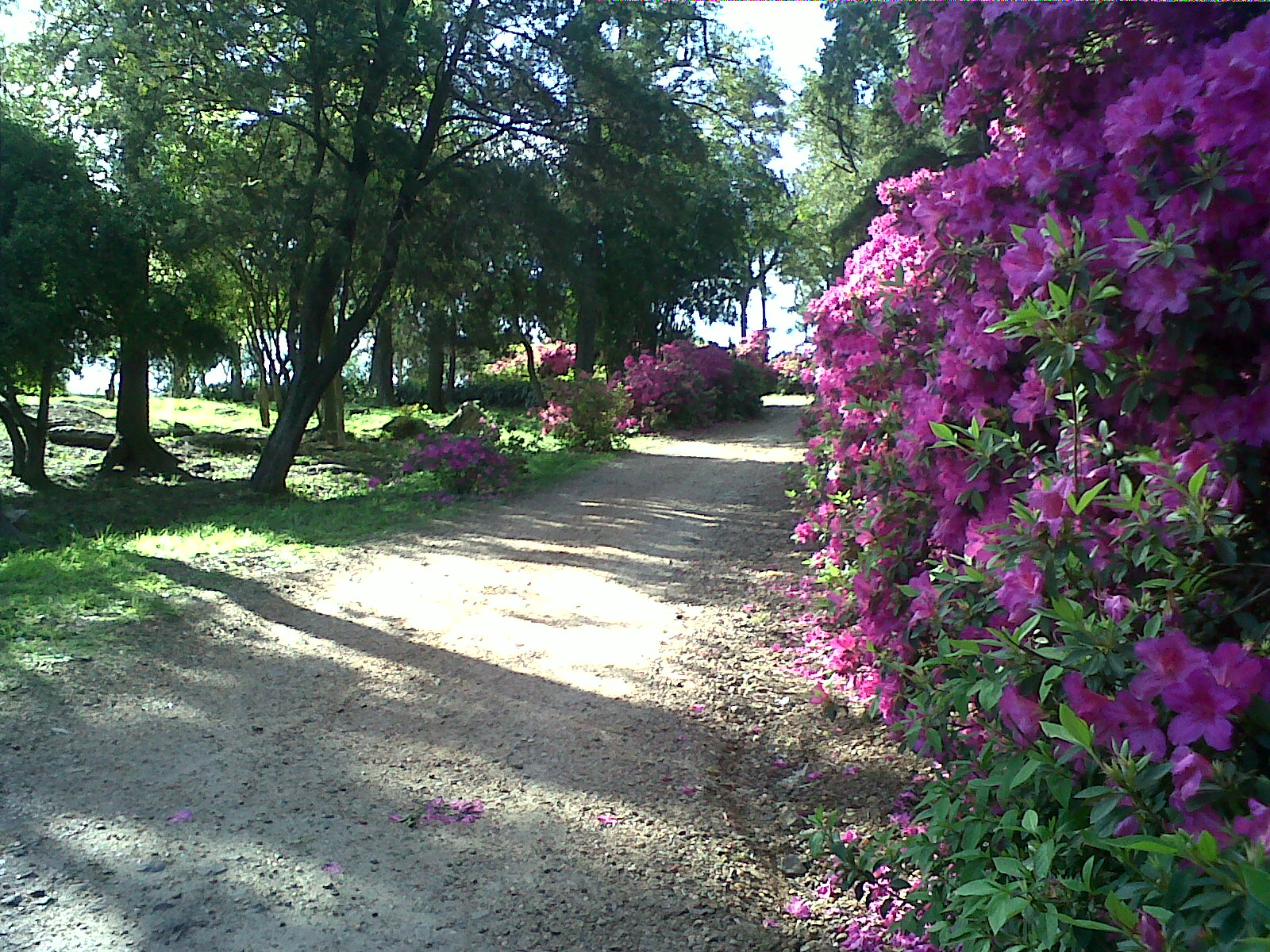
Chemin à travers le parc Solari.
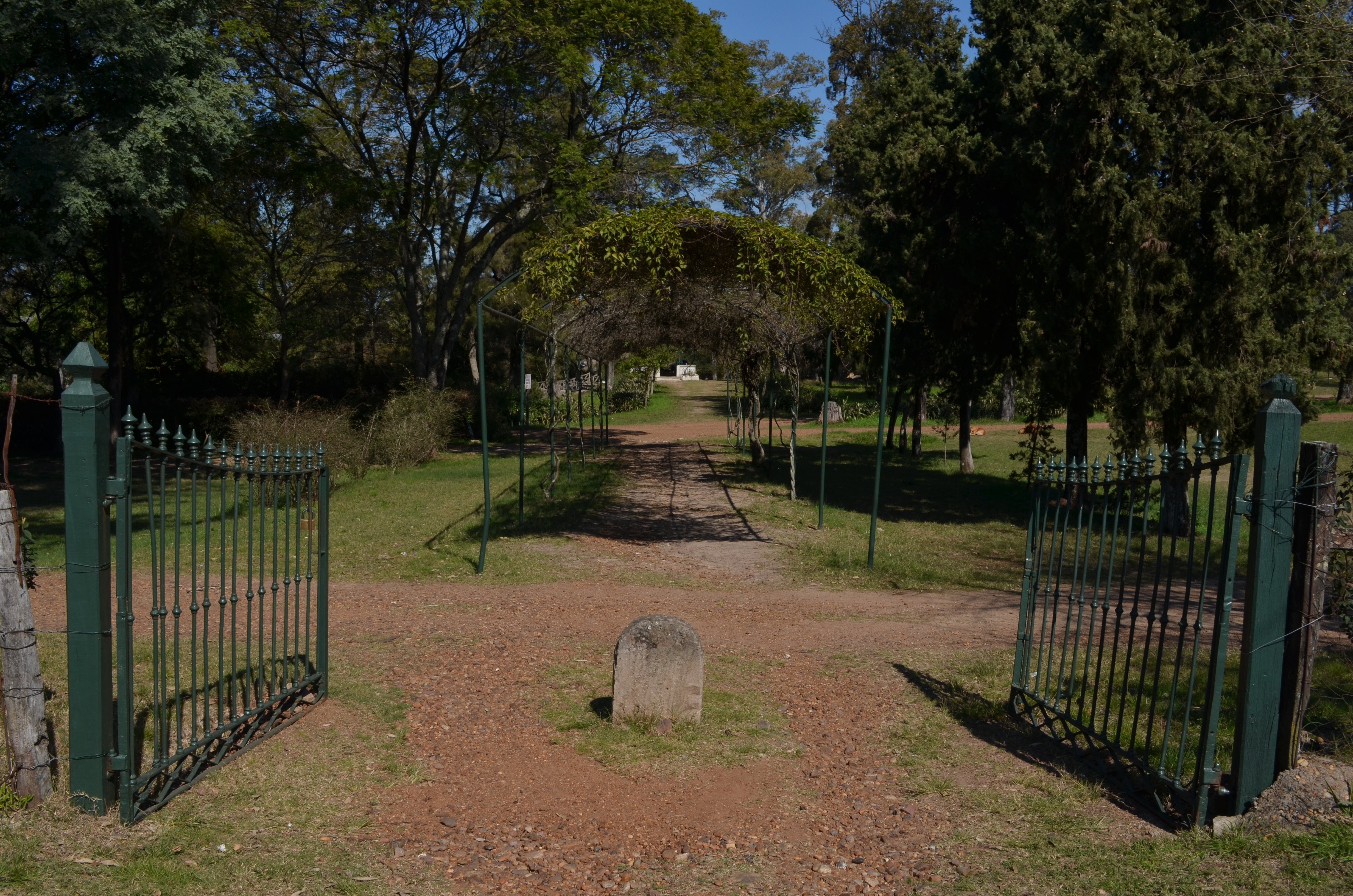
Vue du parc Solari.
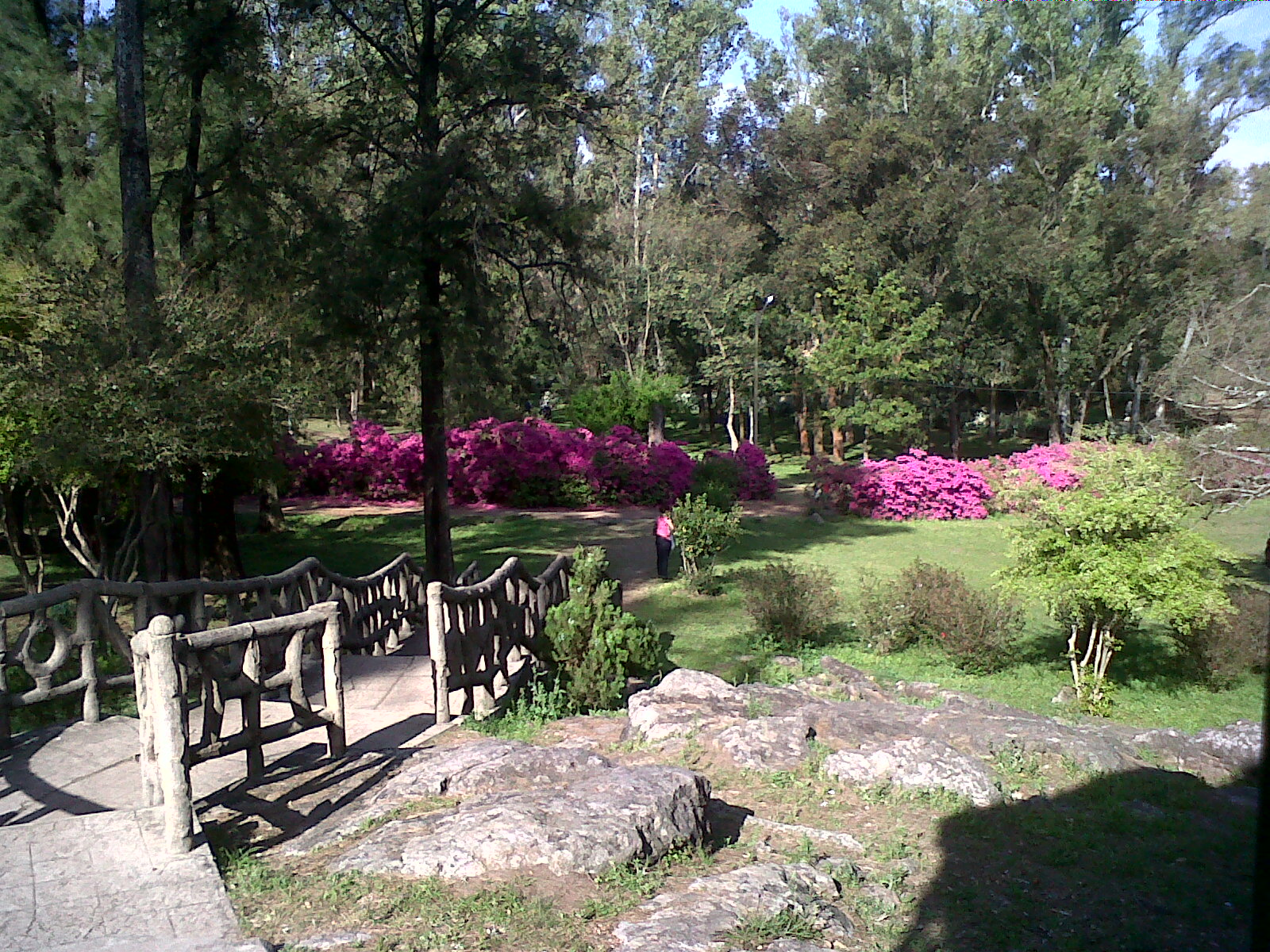
Parc Solari vu depuis la Glorieta de style Belle Époque.
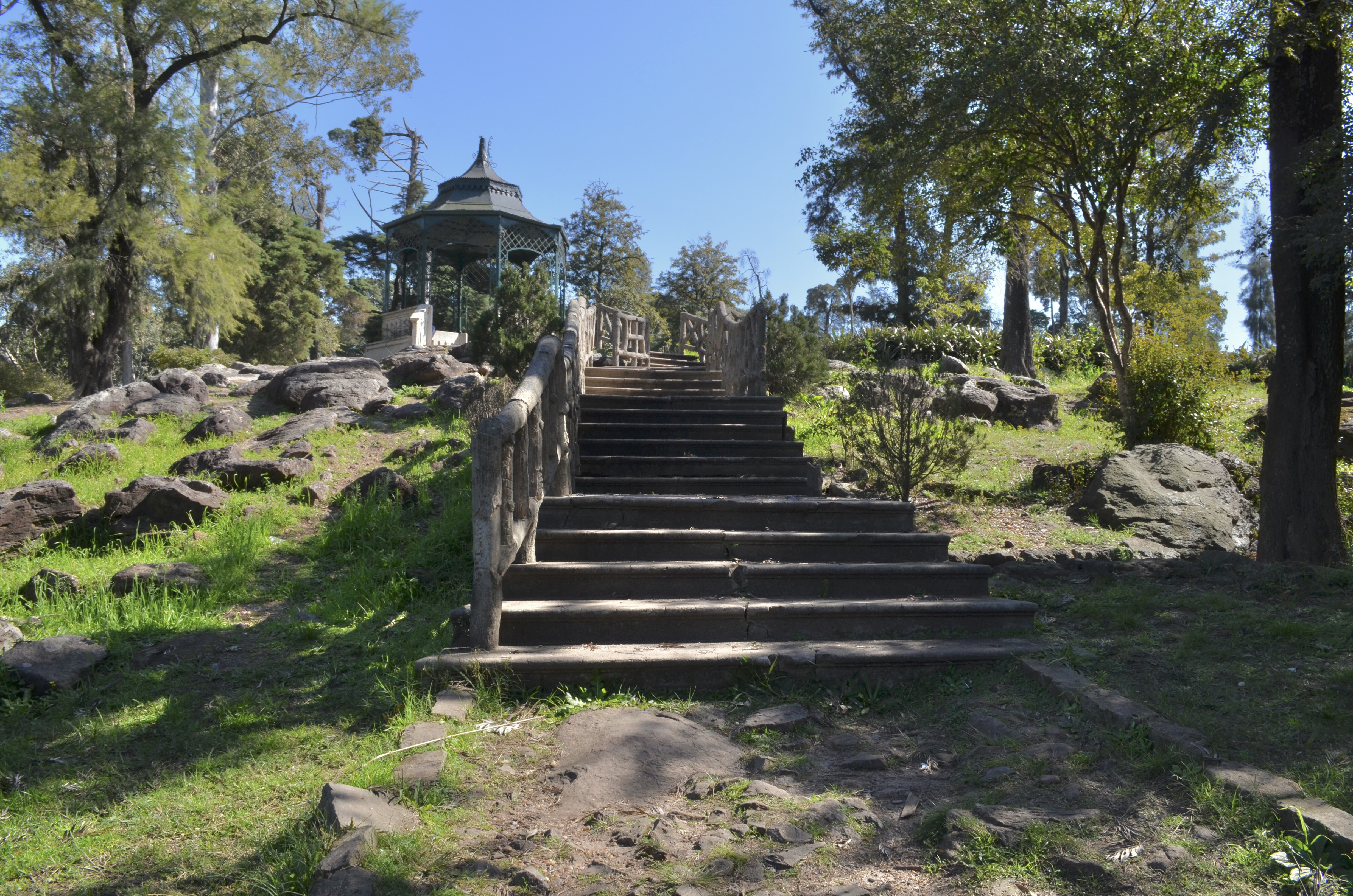
Escalier de style Belle Époque au parc Solari.